# Cowboy Bebop
Cowboy Bebop (カウボーイビバップ Kaubōi Bibappu?) este o serie anime japoneză. Creată de către directorul Shinichirō Watanabe și scrisă de Keiko Nobumoto, Cowboy Bebop a fost produsă de studioul Sunrise. Conținând 26 de episoade, seria urmărește aventurile unui grup de vânători de recompense ce călătoresc în nava spațială, Bebop, în anul 2071.
Cowboy Bebop a fost un succes comercial nu numai în Japonia cât și internațional, mai ales în Statele Unite. După acest succes, Sony Pictures a lansat și un film de lung metraj, Knockin' on Heaven's Door în sălile de cinema mondiale urmat de lansarea internațională a unui DVD. Două adaptări manga au fost publicate în Asuka Fantasy DX aparținând editurii Kadokawa Shoten.
Cowboy Bebop a fost puternic influențat de muzica americană, mai ales de jazz-ul anilor 1940, 1950 și 1960 și de muzica  rock a anilor 1950, 1960 și 1970. Multe din secvențele de acțiune, de la bătălii spațiale până la lupta corp la corp, arte marțiale, se desfășoară pe astfel de muzică. Datorită tematicii muzicale, episoadele sunt denumite Sesiuni, și titlurile sunt adesea împrumutate de la albume sau nume de melodii (precum Sympathy for the Devil sau My Funny Valentine), sau numele unor genuri ("Mushroom Samba") indicând tema muzicală a episodului.

## Subiect
În anul 2071, echipajul navei spațiale Bebop călătorește prin sistemul solar încercând să colecteze recompense. Națiunile-state s-au prăbușit, și o varietate de rase și oameni locuiesc în sistemul solar. În jargoul erei, "Cowboy" sunt vânători de recompense. Majoritatea episoadelor au în centru căutarea unui criminal cu scopul obținerii recompensei puse pe capul acestuia, dar serialul conține și episoade despre istoria celor patru protagoniști și evenimente curente din viața lor care se leagă de trecutul lor.

## Personaje
Seria conține un număr mare de personaje. Primii doi prezentați sunt Spike Spiegel și Jet Black. Cei doi pilotează o fostă navă spațială de pescuit, numită Bebop, și lucrează ca vânători de recompense. Odată ce seria progresează, mai multe personaje sunt introduse și devin membri ai echipajului de pe Bebop.
Antagoniștii includ o varietate de criminali pe care echipajul îi caută pentru a colecta recompense. Deși echipajul de pe Bebop este cel mai adesea în stare de faliment, membrii săi reușesc să supraviețuiască colectând ocazional o recompensă.
- Spike Spiegel este un fost membru al Sindicatului Criminal Red Dragon care este bântuit de amintirile timpului petrecut în organizație, mai ales de relația romantică pe care a avut-o cu o femeie misterioasă numită Julia, și fostul său partener, Vicious.

- Jet Black, este un fost ofițer în Inter-Solar System Police (ISSP) și propietarul navei Bebop. Odată poreclit "The Black Dog" (Câinele Negru) de către colegi ofițeri datorită naturii sale neobosite, el are un braț cybernetic drept amintire constantă a ce se întâmplă când se repede într-o situație fără a avea un plan. Ca și Spike, este bântuit de amintirea unei femei: Alisa, fosta sa iubită care l-a parăsit fără nici un avertisment.

- Ein, un Welsh Corgi, fost animal de laborator identificat drept un "data dog" de către oamenii de stiință care l-au creat. Motivul pentru acest titlu nu este niciodată explicat, dar este sugerat că posedă o inteligență superioară, pe care o etalează în moduri subtile de-a lungul seriei. Deși extrem de inteligent, restul echipajului navei Bebop nu reușesc să observe aceste calități.

- Faye Valentine, o femeie suferind de amnezie trezită după un somn cryogenic de 54 ani după ce a fost rănită. Ea este păcălită să preia datoriile bărbatului care a trezit-o, și adesea încearcă să obțină bani prin jocuri de noroc ca soluție a acestei datorii. Trecutul și numele ei adevărat sunt un mister deoarece numele "Valentine" i-a fost dat de doctorul ei. Trecutul ei este dezvăluit de-a lungul seriei.

- Edward, o tânără excentrică, geniu în computere și maestru hacker. Deși este e fată, există o confuzie cu privire la genul lui Ed datorită numelui și fizicului androgenic. Ea și-a luat un numele sofisticat "Edward Wong Hau Pepelu Tivrusky IV" după ce a fugit dintr-un orfelinat, dar după ce tatăl ei este găsit ne este dezvăluit că numele ei adevarat este Françoise Appledelhi. Ea mai folosește numele Radical Edward, și își petrece cel mai adesea timpul cu Ein.

- Vicious, este fostul partener de sindicat al lui Spike și singurul personaj negativ al seriei care apare în episoade multiple. În cele mai multe episoade încearcă să acumuleze putere în organizația criminală ucigându-i pe liderii acesteia. Relația sa cu Spike și Julia este prezentată prin flashback-urile pe care Spike le are, dar niciodată explicată în detaliu.

- Julia, o femeie frumoasă și misterioasă din trecutul lui Spike și Vicious. Julia este prezentată doar în flashback-uri până în ultimele două episoade ale seriei.

## Recepție

### Japonia
Cowboy Bebop aproape că nu a fost difuzat pe posturile de televiziune japoneze datorită scenelor de violență. A fost mai întâi trimis la TV Tokyo, unul dintre principalele posturi ce difuzează anime în Japonia. Seria a rulat de pe 3 aprilie 1998 până pe 19 iunie 1998 pe TV Tokyo, fiind difuzate numai episoadele 2, 3, 7 - 15 și 18, după care s-a încheiat.
Mai târziu în acelaș an, seria a fost difuzată în întregime de pe 23 octombrie până pe 23 aprilie 1999, pe postul de televiziune prin satelit WOWOW. Datorită problemelor de la TV Tokyo, orarul de difuzare a fost dat peste cap, astfel încât ultimul episod al seriei a fost predat la WOWOW  în ziua în care era televizat. Cowboy Bebop a câștigat Premiul Seiun în 2000. 
Seria anime a fost difuzată în întregime în Japonia și de rețeaua de televiziune Animax, care a difuzat seria și în Asia de Sud-Est, Sudul Asiei și Estul Asiei. Cowboy Bebop a fost îndeajuns de popular ca filmul Cowboy Bebop: Tengoku no Tobira (Knockin' on Heaven's Door), să fie comandat și lansat în Japonia în 2001, și mai târziu în Statele Unite ca Cowboy Bebop: The Movie în 2003.
Într-un poll din 2006 al TV Asahi, Cowboy Bebop a fost votat al 40-lea Anime Favorit al Japoniei.

### Internațională
- În Statele Unite, pe 2 septembrie 2001, Cowboy Bebop a devenit primul anime difuzat pe blocul de programe Adult Swim al Cartoon Network S.U.A.[2] Datorită succesului avut a fost difuzat repetat timp de patru ani. A fost redifuzat din nou în 2007 și 2008.
- În Regatul Unit, Cowboy Bebop a fost difuzat prima oară în 2002 în cadrul scurtului "Cartoon Network pentru adulți", CNX. Din 6 noiembrie 2007, este redifuzat pe AnimeCentral.
- În Australia, Cowboy Bebop a fost difuzat prima oară în 2002 pe Adult Swim, al Cartoon Network, și a început să fie difuzat și pe ABC2, o rețea digitală de televiziune gratuită, pe 2 ianuarie 2007.
- În Franța, Cowboy Bebop a fost difuzat în vara lui 2000 pe Canal+.
- În Germania, Cowboy Bebop a fost difuzat între 2003 și 2004 pe MTV.
- În Polonia, Cowboy Bebop a fost difuzat de mai multe ori pe Hyper și TVP Kultura.
- În Israel, Cowboy Bebop a fost difuzat între 2001 și 2002 pe Bip în cadrul programului anime de noapte.
- În Spania, Cowboy Bebop a fost difuzat în 1999 pe Cartoon Network, în cadrul primei versiuni a emisiunii Toonami, joi și sâmbătă, în cadrul serilor, împreună cu Samurai Jack și Outlaw Star, la începutul lui 2000 K3 și în vara lui 2006 pe Cuatro.
- În Canada, Cowboy Bebop a fost difuzat prima oară din 24 decembrie 2006, pe postul Razer.
- În Italia, Cowboy Bebop a fost difuzat după noiembrie 1999 pe MTV și din nou în 2007.
- În Singapore, Cowboy Bebop a fost difuzat pe Arts Central la ora 11 PM, și a avut mai multe scene șterse datorită violenței și a nudității.
- În Portugalia, Cowboy Bebop a fost difuzat pe SIC Radical în 2001, 2007 și a început din nou în mai 2008.
- În Olanda, Cowboy Bebop a fost difuzat de către TMF în 2005 pe Adult Swim al Cartoon Network, începând din septembrie.
- În America Latină, Cowboy Bebop a fost difuzat în 2001 pe Locomotion.
- În Filipine, Cowboy Bebop a fost difuzat în 2006 pe  GMA Network.
- În România, Cowboy Bebop a fost difuzat între 2006 și 2007 pe postul A+, post care în vara lui 2007 devine Animax (România). A fost￼ început și la Acasă TV și PRO TV International și NATIONAL TV

### Moștenire
Într-un poll din revista japoneză Newtype USA, denumit "Top 25 Titluri Anime al Tuturor Timpurilor", Cowboy Bebop s-a clasat pe locul doi (după Neon Genesis Evangelion) pe o listă care includea serii anime precum Mobile Suit Gundam. Într-un poll mai recent al TV Asahi, Cowboy Bebop a fost al 40-lea Anime Favorit al Japoniei în 2006. Revista americană de anime Anime Insider (Nr. 50, noiembrie 2007) a clasat cele mai bune 50 de anime-uri (disponibile în America) compilând liste ale staff-ului revistelor și alți membri din industrie, Cowboy Bebop clasându-se #1.
Recenzori T.H.E.M Anime au declarat că seria este "sofisticată și subtilă, în modul că este unică" și că "pune majoritatea anime-urilor... și Hollywood-ul, la zid".